# Canna (Italia)
Canna è un comune italiano di 597 abitanti della provincia di Cosenza. È posto a 417 metri s.l.m., a monte del torrente Canna che, dopo pochi km, sfocia nel mar Jonio all'altezza di Rocca Imperiale Marina (CS).

## Storia
Nel XV secolo sorgeva, in corrispondenza dell'attuale centro abitato, un piccolo nucleo di case. I loro abitanti erano originari di Nocara, dalla quale dipendevano burocraticamente. Da quel piccolo gruppo di persone si sviluppò negli anni il paese di Canna il quale fu feudo della famiglia Sanseverino, conti di Lauria, e successivamente (1498) di quella dei Loffredo, duchi di Nocara e marchesi di Canna.
Nei circa trecento anni successivi Nocara e Canna passarono di mano in mano dalla famiglia Merlini, ai Calà, ai Pignatelli, ai Villanova, ai Virgallito. Soltanto nel 1788 Canna ottenne l'autonomia amministrativa, distaccandosi definitivamente da Nocara, in seguito al pagamento di una tassa che di fatto era il valore dell'intero paese. La famiglia Melazzi abitò a Canna fino alla prima metà dell''800, quando l'ultimo erede dei Melazzi vendette i possedimenti e gli averi di famiglia ai Pitrelli e ai Failla e si trasferirono ad Amendolara, dove si imparentarono con i Blefari (provenienti, a loro volta da Cropalati), dando vita al doppio cognome Blefari-Melazzi.
Canna, circondata da ulivi secolari e da boschi, si presenta come un borgo con struttura urbanistica ed elementi seicenteschi. Possono essere riconducibili al barocco, infatti, i portali in marmo e in pietra lavorata a mano dei palazzi Toscani, Pitrelli e Ielpo che testimoniano, inoltre, la grande maestria degli artigiani locali.
Canna raggiunse il massimo della sua popolazione (1 707 abitanti) alla fine del XIX secolo e il suo maggiore sviluppo economico agli inizi del XX. Nel 2020 contava 676 abitanti con un'economia basata principalmente sull'agricoltura.
Secondo una leggenda locale, Ulisse e la sua ciurma sarebbero passati per Canna per recarsi alla grotta di Polifemo. Accecato da Ulisse ed i suoi compagni, Polifemo in preda all’ira gettò massi e rocce in direzione della nave di Ulisse nel tentativo di distruggerla. A fianco del letto del torrente Canna, sulla sponda sinistra procedendo verso il mare, sono visibili quelli che sarebbero tali massi.

### Simboli
Lo stemma e il gonfalone sono stati concessi con decreto del presidente della Repubblica del 17 aprile 1990.
Il gonfalone è un drappo di azzurro.

## Monumenti e luoghi d'interesse

### La chiesa

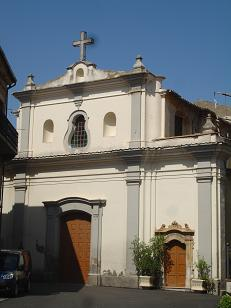
Facciata della chiesa madre

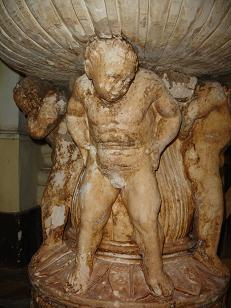
Fonte battesimale in pietra

La chiesa di Canna fu costruita lungo la cinta muraria che circondava il paese e, come si può leggere su una lapide posta al suo interno, fu "restaurata a devozione del popolo nel 1864 e nel 1964". Al suo interno si possono ammirare un fonte battesimale in pietra restaurata nella seconda metà del XX secolo, un pulpito rinascimentale e diverse effigie di santi per lo più in cartapesta fra cui San Francesco di Paola, San Biagio, la Madonna del Carmine, San Pietro, Sant'Antonio e l'effigie lignea dell'Immacolata concezione, patrona della città.
La facciata settecentesca presenta un portale in pietra eseguito da abili artigiani locali ed è divisa in due sezioni: una parte inferiore comprendente le porte d'accesso e due pinnacoli in pietra in corrispondenza delle lesene più esterne; una parte superiore che occupa interamente la sezione della navata centrale, nella quale sono presenti una vetrata policroma, ancora due pinnacoli in pietra e sulla sommità una croce provvista di illuminazione.

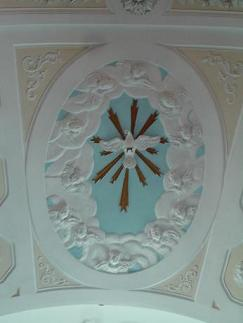
Volta decorata

All'interno della chiesa troviamo le tre navate già distinguibili dall'esterno. La navata centrale è separata da ogni navata laterale da tre colonne con archi a tutto sesto, che formano nelle navate laterali volte a botte in parte decorate con affreschi seicenteschi.
La stessa navata centrale presenta una volta a botte, decorata con elementi floreali barocchi. Prima dell'abside, un arco trionfale a tutto sesto forma con due lesene una cupola affrescata, non visibile dall'esterno.
Il transetto della chiesa, di lunghezza pari alla metà della navata centrale, è occupato da due nicchie: la nicchia dell'Immacolata concezione titolare della Chiesa, della Parrocchia e Patrona del Comune e la nicchia di San Francesco di Paola.
L'abside presenta una volta a botte che precede una semicupola, e due finestre policrome. Infine dietro la mensa osserviamo l'altare in marmo policromo decorato con fantasie geometriche.

## Società

### Evoluzione demografica
Abitanti censiti

### Lingue e dialetti
Canna appartiene all'area Lausberg, una zona dialettale arcaica situata al confine tra Basilicata e Calabria.

### Religione

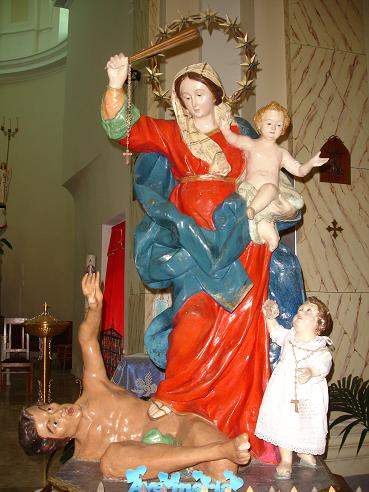
Statua della Ss. Maria del Soccorso

A Canna è molto viva la devozione per la Madonna del Soccorso, venerata molto probabilmente già a partire dalla seconda metà del XVII secolo.
La statua della Madonna viene portata in processione dai devoti l'ultima domenica del mese di maggio, il giorno dopo la processione di San Francesco di Paola e il 17 agosto, dopo la processione di San Rocco.
Canna è un paese molto legato al culto mariano, ed era proprio dedicato alla Madonna il convento dei frati minori osservanti che qui si insediarono nel XV secolo. Di questo convento ormai non rimangono che pochi resti di mura.

## Amministrazione

### Sindaci del Regno d'Italia
- Francesco Truncelliti (1860)
- Filippo Morano (1881)
- Giuseppe Toscani (1883)
- Alessandro Pitrelli (1886)
- Giuseppe Toscani (1895)
- Filippo Morano (1898)
- Angelo Cosentino (1900)
- Luigi Giannattasio (1905)
- Nicola Tarsia (1915)

### Podestà dell'èra fascista
- Francesco Failla (1923)
- Felice Santoro (1927)
- Domenico Miceli (1930)
- Antonio Stigliano (1931)
- Francesco Candio (1939, commissario)
- Antonio Gradilone (1942, commissario)
- Mario Cosentino (1943, commissario)

### Sindaci del dopoguerra
- Domenico Morrone (1946, commissario)
- Filippo Ielpo (1947)
- Italo Campolongo (1952)
- Francesco Campolongo (1956)
- Vincenso Tarsia (1960, commissario)
- Mario Cosentino (1961)
- Vincenzo Silvestri (1965)
- Domenicantonio Catapano (1975)
- Benito Lecce (1977)
- Domenicantonio Catapano (1980)
- Antonio Baffa (1994, commissario)
- Pietro Antonio Groia (1994)
- Alberto Cosentino (2003)
- Giovanna Panarace (2013)
- Paolo Stigliano (2018)